# Ochetobius
Ochetobius is een geslacht van straalvinnige vissen uit de familie van eigenlijke karpers (Cyprinidae).

## Soort
- Ochetobius elongatus (Kner, 1867)